# Badminton aux Jeux paralympiques d'été de 2020
Navigation
Paris 2024
Les épreuves de badminton des Jeux paralympiques d'été de 2020 à Tokyo qui devaient avoir lieu entre le 2 et le 6 septembre 2020 au Gymnase olympique de Yoyogi ont été reportées à 2021. Elles se composeront de quatorze épreuves. C'est la première apparition du Parabadminton  aux Jeux paralympiques qui a été ajouté au programme en même temps que le Taekwondo

## Organisation

### Calendrier
| Épreuve ↓ / Date → | Épreuve ↓ / Date → | Me 1er | Me 1er | Je 2 | Je 2 | Ve 3 | Ve 3 | Sa 4 | Sa 4 | Di 5 | Di 5 |
| Épreuve ↓ / Date → | Épreuve ↓ / Date → | M      | A      | M    | A    | M    | A    | M    | A    | M    | A    |
| ------------------ | ------------------ | ------ | ------ | ---- | ---- | ---- | ---- | ---- | ---- | ---- | ---- |
| Hommes             | Simple WH1         |        |        |      |      |      | ¼    | ½    | F    |      |      |
| Hommes             | Simple WH2         |        |        |      |      |      | ¼    | ½    | ½    | F    | F    |
| Hommes             | Simple SL3         |        |        |      |      |      |      | ½    | F    |      |      |
| Hommes             | Simple SL4         |        |        |      |      |      |      | ½    | ½    | F    | F    |
| Hommes             | Simple SU5         |        |        |      |      |      |      | ½    | F    |      |      |
| Hommes             | Simple SH6         |        |        |      |      |      |      | ½    | ½    | F    | F    |
| Hommes             | Double WH1-2       |        |        |      |      |      |      | ½    | ½    | F    | F    |
| Femmes             | Simple WH1         |        |        |      |      | ¼    | ¼    | ½    | F    |      |      |
| Femmes             | Simple WH2         |        |        |      |      |      | ¼    | ½    | F    |      |      |
| Femmes             | Simple SL4         |        |        |      |      |      |      | ½    | ½    | F    | F    |
| Femmes             | Simple SU5         |        |        |      |      |      | ¼    | ½    | F    |      |      |
| Femmes             | Double WH1-2       |        |        |      |      |      |      | ½    | ½    | F    | F    |
| Femmes             | Double SL3-SU5     |        |        |      |      |      |      | ½    | F    |      |      |
| Mixte              | Double SL3-SU5     |        |        |      |      |      |      | ½    | ½    | F    | F    |

### Classification
Les badistes reçoivent une classification en fonction du type et de l'ampleur de leur handicap,. Le système de classification permet de rivaliser avec les autres joueurs avec le même niveau de handicap.
Les six catégories en simple au badminton sont les suivantes,, :
| Catégorie | Observations |
| --------- | --- |
| WH1       | Joueur assis en fauteuil roulant (wheelchair). L'athlète dispose d’un mauvais ou ne dispose pas d’équilibre du tronc. |
| WH2       | Joueur assis en fauteuil roulant (wheelchair). L'athlète dispose d’un équilibre du tronc normal ou proche de la normale. |
| SL3       | Joueur debout membre inférieur (standing/lower limb impairment minor). L'athlète marche ou court avec un boitement dû au handicap ou à l’absence de membre inférieur. |
| SL4       | Joueur debout membre inférieur (standing/lower limb impairment severe). L'athlète peut marcher avec une légère mou mais se déplace de manière fluide. |
| SU5       | Joueur debout membre supérieur (standing/upper limb impairment). L'athlète est limité dans la fonction de base du membre supérieur ou par l’absence du membre supérieur. La déficience peut concerner le « bras raquette » ou le « bras non-raquette » mais les critères sont différents. |
| SH6       | Joueur de petite taille (standing/short stature) (par exemple atteint d'achondroplasie). L'athlète doit entre autres mesurer au maximum 145 cm pour les hommes et 137 cm pour les femmes.                                                                                                 |

## Résultats

### Podiums

#### Hommes
| Épreuve                    | Or                         | Argent                                  | Bronze                                |
| -------------------------- | -------------------------- | --------------------------------------- | ------------------------------------- |
| Simple fauteuil - WH1      | Qu Zimo (CHN)              | Lee Sam-seop (KOR)                      | Lee Dong-seop (KOR)                   |
| Simple fauteuil - WH2      | Daiki Kajiwara (JPN)       | Kim Jung-jun (KOR)                      | Chan Ho Yuen (HKG)                    |
| Simple debout - SL3        | Pramod Bhagat (IND)        | Daniel Bethell (GBR)                    | Manoj Sarkar (IND)                    |
| Simple debout - SL4        | Lucas Mazur (FRA)          | Suhas Lalinakere Yathiraj (IND)         | Fredy Setiawan (INA)                  |
| Simple debout - SU5        | Liek Hou Cheah (MAS)       | Anrimusthi Dheva (INA)                  | Nugroho Suryo (INA)                   |
| Simple petite taille - SH6 | Krishna Nagar (IND)        | Chu Man Kai (HKG)                       | Krysten Coombs (GBR)                  |
| Double fauteuil - WH1-2    | Chine Mai Jianpeng Qu Zimo | Corée du Sud Kim Jung-jun Lee Dong-seop | Japon Daiki Kajiwara Hiroshi Murayama |

#### Femmes
| Épreuve                 | Or                                              | Argent                       | Bronze                                      |
| ----------------------- | ----------------------------------------------- | ---------------------------- | ------------------------------------------- |
| Simple fauteuil - WH1   | Sarina Satomi (JPN)                             | Sujirat Pookkham (THA)       | Yin Menglu (CHN)                            |
| Simple fauteuil - WH2   | Liu Yutong (CHN)                                | Xu Tingting (CHN)            | Yuma Yamazaki (JPN)                         |
| Simple debout - SL4     | Cheng Hefang (CHN)                              | Leani Ratri Oktila (INA)     | Ma Huihui (CHN)                             |
| Simple debout - SU5     | Yang Qiuxia (CHN)                               | Ayako Suzuki (JPN)           | Akiko Sugino (JPN)                          |
| Double fauteuil - WH1-2 | Japon Sarina Satomi Yuma Yamazaki               | Chine Liu Yutong Yin Menglu  | Thaïlande Sujirat Pookkham Amnouy Wetwithan |
| Double debout - SL3-SU5 | Indonésie Leani Ratri Oktila Khalimatus Sadiyah | Chine Cheng Hefang Ma Huihui | Japon Noriko Ito Ayako Suzuki               |

#### Équipes mixtes
| Épreuve                       | Or                                        | Argent                           | Bronze                              |
| ----------------------------- | ----------------------------------------- | -------------------------------- | ----------------------------------- |
| Double debout mixte - SL3-SU5 | Indonésie Hary Susanto Leani Ratri Oktila | France Lucas Mazur Faustine Noël | Japon Daisuke Fujihara Akiko Sugino |

### Tableau des médailles
| Rang  | Nation          | Or | Argent | Bronze | Total |
| ----- | --------------- | -- | ------ | ------ | ----- |
| 1     | Chine           | 5  | 3      | 2      | 10    |
| 2     | Japon           | 3  | 1      | 5      | 9     |
| 3     | Indonésie       | 2  | 2      | 2      | 6     |
| 4     | Inde            | 2  | 1      | 1      | 4     |
| 5     | France          | 1  | 1      | 0      | 2     |
| 6     | Malaisie        | 1  | 0      | 0      | 1     |
| 7     | Corée du Sud    | 0  | 3      | 1      | 4     |
| 8     | Grande-Bretagne | 0  | 1      | 1      | 2     |
| 8     | Hong Kong       | 0  | 1      | 1      | 2     |
| 8     | Thaïlande       | 0  | 1      | 1      | 2     |
| Total | Total           | 14 | 14     | 14     | 42    |